# 同謀 (異世奇人)
〈同謀〉（英語：Partners in Crime）是英國科幻電視劇《異世奇人》系列4的第1集，2008年4月5日在BBC One首映。這集的編劇是拉塞爾·T·戴維斯，並由占士·史唐執導。在演員方面，大衛·田納特繼續飾演博士，於〈逃跑的新娘〉扮演唐娜·諾布的嘉芙蓮·塔特、伯納德·史賓斯詮演的威爾弗雷德·莫特和比莉·派佩所演的羅斯·泰勒也在本集回歸。
這集講述博士和唐娜徹查一間名為阿迪普斯實業的公司時發現他們出產的一種減肥藥丸可令使用者分解成另一種生物。為防數以百萬計的用家死去，他們須盡一切辦法阻止此事發生。有別於過住的劇集，這集沒有明確的反派，片中的外星生物阿迪普斯人也沒有一如既往般的「龐大而可怕」。同時，為繪製阿迪普斯，劇組首次採用電腦軟件MASSIVE，這是一種在奇幻電影和科幻電影中用來製作群體動畫的工具。此外，與〈逃跑的新娘〉相比，唐娜的性格出現變化，她由一名整天「大喊大叫的悍婦」變得富有情感。
節目首播期間共吸引910萬人觀看，成為當天的收視冠軍。這集還取得大量的好評，尤其是劇中的特殊效果、塔特的演出以及戴維斯所寫的劇本。

## 劇情
自〈逃跑的新娘〉與博士相遇後，當娜不甘於平凡的生活。因此，她一直希望重遇博士，與博士一同四處遊歷。為找到博士，她致力研究陰謀論。某日，她發現一間名為阿迪普斯實業的公司出產一種全無副作用而且功效顯著的減肥藥丸，僅在大倫敦已有百萬人服用這藥丸。當娜認為這大有可疑於是潛入這企業的辦公大樓查明真相。
另一方面，博士也覺得此阿迪普斯實業大不尋常，故不約而同地來到這兒調查。不料，二人除得到一款吊飾作紀念品外就一無所獲。於是，他們分別從用家入手。博士拜訪男子羅杰·戴維，而當娜則查問女子史黛絲·金寶。戴維告訴博士自服用這藥後他每日凌晨時份體重會不偏不移地減輕一千克，家中的防盜器會無故響起。博士大感奇怪，指不是有東西走進戴維家中，而是離開。在金寶家中，當娜見證前者被分解能一個又一個細小的白色生物阿迪普斯人。因此，當娜決定翌日再到大樓找出一些蛛絲馬跡。
當娜偷偷地走進大樓，然後躲在洗手間裡，以待眾人下班後尋找證據。下午六時，所有人都離開了。這時，阿迪普斯實業的老闆科士打女士帶著兩名手下來到洗手間，並把一名叫佩妮·卡特的記者捉走。卡特指責科士打在減肥藥丸的科學報告造假，後者承認此事，又稱這藥物其實是通過聚集脂肪生成一種生物。逃過一劫的當娜決定暗中跟隨科士打，希望能從她口中得知更多。果然，在和卡特的對質中，科士打透露她的真正身份是名「星際保姆」，即負責照顧外星生物幼崽的人。在阿迪普斯人的繁殖星球消失後，她獲聘任在地球替他們繁殖後代，於是她想出利用減肥藥以名把人類轉化成阿迪普斯人。
另一邊廂，博士也再次潛入總部，二人終於相遇，卻被科士打發現。科士打發現博士是外星人，並相信他會阻止其計劃，於是提早開動大樓的誘導器，將所有服用過藥丸的人分解成阿迪普斯人。為防數以百萬計的人死於非命，博士在當娜的協助下成功關閉誘導器。雖然如此，依有一萬隻阿迪普斯人成功孵化。此時，阿迪普斯人的第一家族乘太空船來到總部上空，以把幼崽帶走。博士認為這些幼崽無辜，拒絕殺死他們。這時，博士意識到科士打已無利用價值，加上她的行為是非法的，故博士相信她會被第一家族殺人滅口。於是，博士勸諫她小心為上。不料，科士打沒有理會他。果然，科士打隨即被殺。
在處理好阿迪普斯實業的事後，當娜請求博士能帶同她遊歷，博士同意。在登上TARDIS前，當娜想起要把車匙還給其母，於是委託一名背著鏡頭的金髮女子完成此事。這時，金髮女子回頭，她正是博士此前的同伴羅斯·泰勒，然後她轉身向後走，變成虛影飄散在空氣。最後一幕，當娜請博士飛到一座山上。在山上，當娜的外公威爾弗雷德·莫特通過望遠鏡看到二人，狂喜地祝福他們旅程順利。

### 前後連接
在這集開始時，博士以約翰·史密夫的名義潛入阿迪普斯實業的辦公大樓。博士經常使用這化名行事，其中包括1968年的〈宇宙之輪〉、1978年的〈時間戰士〉、〈戰火孤雛〉、〈史密斯與瓊斯〉和〈人性〉／〈血之家族〉合集等。之後，博士在訪問戴維時問他有否養寵物，又指自己見過貓人，指的是〈世界末日〉、〈新地球〉和〈封閉高速〉的經歷。
及後，當娜在社區農圃與外公談天時，後者表示自去年聖誕的經歷後他相信外星生物的存在，是指〈逃跑的新娘〉中倫敦半空出現星形太空船的事。在山上，他看到在TARDIS裡的博士後大喜，指之前曾見過他，乃〈詛咒之旅〉時博士曾和他對話。此外，當娜在遇到博士後稱倫敦傳言有艘仿真的鐵達尼號飛越白金漢宮，也是源於〈詛咒之旅〉。博士在劇終前表示不願殺害阿迪普斯人幻崽，當娜認為這是他受瑪莎·鐘斯影響之故而變得更有人性；當娜請羅斯·泰勒交給車匙給其母，鐘斯和泰勒都是博士以前的同伴，前者在系列3出現，後者在系列1和系列2的女主角。

## 製作

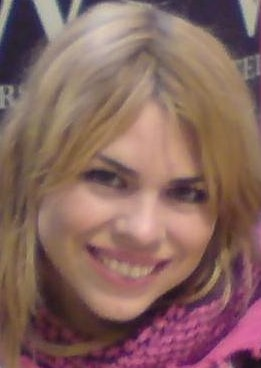
比莉·派佩所演的羅斯·泰勒 (異世奇人)在這集結束前重現觀眾眼前，是為系列4的季度結局舖排

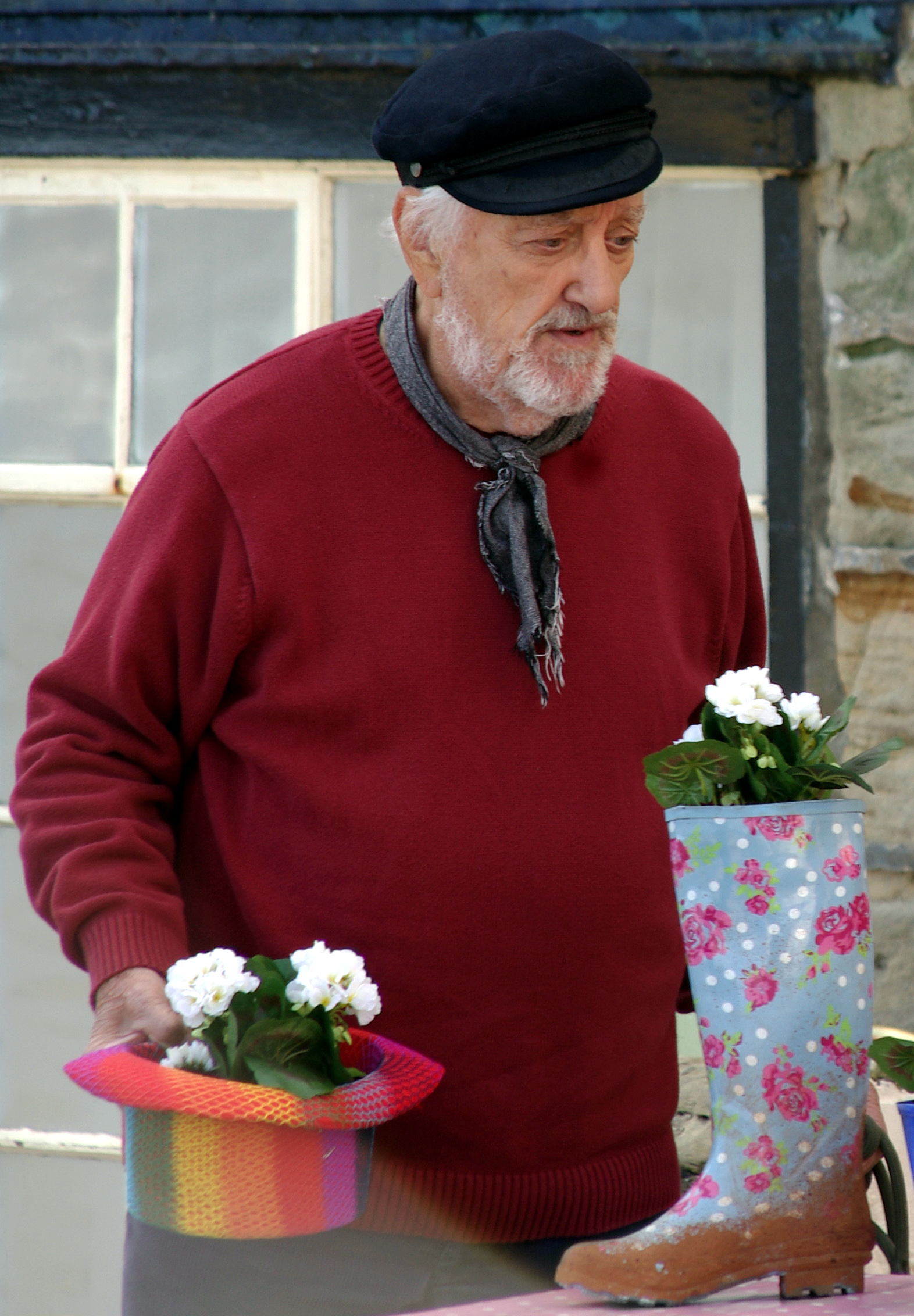
候活·阿特菲爾德因病去世。出於尊重，劇組沒有起用新的演員取而代之，其戲份會由上集客串的伯納德·史賓斯（圖）負責，其身份是當娜的外公威爾弗雷德·莫特

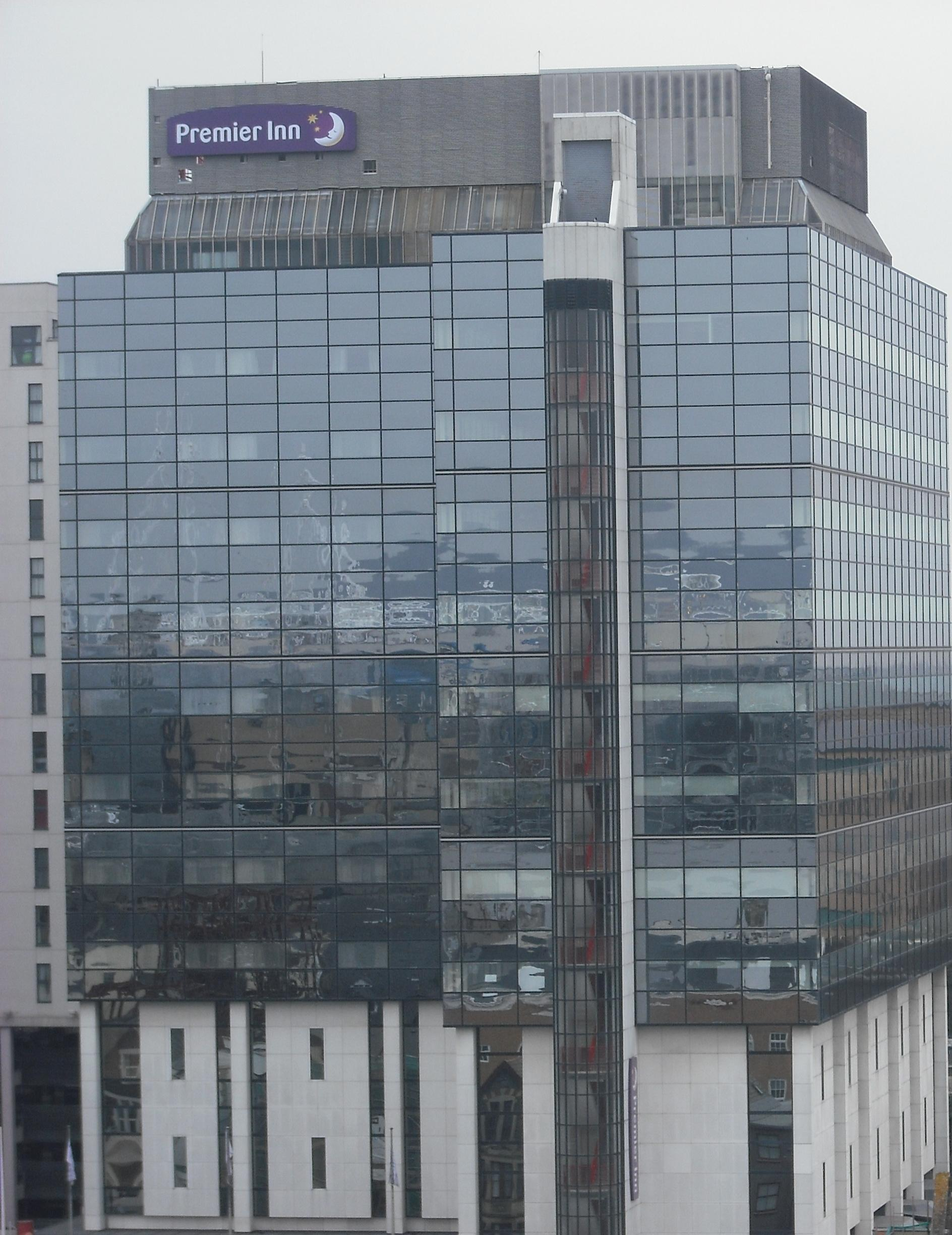
阿迪普斯實業辦公大樓的天台和樓梯戲均在赫爾蒙特大樓拍攝

### 人物角色
幾個在此前登場的角色在〈同謀〉這集回歸。BBC在2007年7月3日確定〈逃跑的新娘〉的女主角嘉芙蓮·塔特將在系列4擔任博士的同伴。《異世奇人》的執行製作人及總編劇拉塞爾·T·戴維斯指塔特是「英國最傑出的天才」，故樂見她的歸來。製片人菲爾·歌連臣解釋自瑪莎·鐘斯的扮演者費馬·阿吉曼離開後，劇組就想找到一名類似當娜·諾布的同伴。最終，他們決定讓塔特回歸。於是，執行製片人祖利亞·加德納相約塔特午膳時告訴她此消息，後者不久後就同意參演。塔特指她在拍攝〈逃跑的新娘〉後就想繼續當博士的同伴，但「沒有人邀請」，因此她在獲邀參演後就答應請求。不過，當娜在〈逃跑的新娘〉中不討好的形象使部份觀眾對她的的重現表示不悅，《每日電訊報》就指她與《異世奇人》其他的同伴相比下顯得格格不入。
候活·阿特菲爾德在〈逃跑的新娘〉和這集中扮演當娜的父親杰夫。然而，阿特菲爾德在拍攝期間因健康問題息影，其後在10月31日離世。出於尊重，劇組沒有起用新的演員取而代之，其戲份會由上集客串的伯納德·史賓斯負責，其身份是當娜的外公威爾弗雷德·莫特。同時，阿特菲爾德依列在演出名單內。
這集還見證著比莉·派佩所演的羅斯·泰勒回歸。事實上，她的回來是為系列4的季度結局作舖排。戴維斯透露季度結局將會有「很多人回歸」，而且場面會「很盛大」。在確立這個想法和得悉派佩樂意回歸後，戴維斯開始安排她在各集出場。然而，派佩已安好會在拍攝季度結局期間蜜月旅行，這足以令泰勒回歸的計劃胎死腹中。所幸的是，執行製片人祖利亞·加德納重新編排季度結局的拍攝時間，令泰勒歸來的劇情能夠保留。

### 劇本創作
〈同謀〉的劇本經過多次變動。最初，戴鐘斯設想倫敦郊區被太空船放下的穹頂包圍。然後，鑑於《魔戒二部曲：雙城奇謀》的成功，戴維斯相信在技術上將數以千計的外星生物繪在電視畫面是可行的。他徹底放棄穹項圍城的構思，並將故事改為在一間荒廢的住宅裡有一道能通住另一個星球的大門。隨著這個星球變得不再適合生存，星球上的外星生物決定通過這道門來到地球。不到一個月，戴維斯收到嘉芙蓮·塔特出任博士同伴的消息，他又大幅修改劇本。這次，他寫出博士和當娜各自潛入一座辦公大樓進行調查，終在半途相遇的故事。在這個版本中，星際保姆借注射混入孢子的肉毒杆菌令用家變成外星人。三個月後，戴維斯又把減肥藥丸代替肉毒杆菌作為將人類轉化成外星生物的工具。同時，戴維斯還在一些細節上作修改，比如把記者佩妮·卡特加入劇中；為顯得星際保姆更具母性，她的名字從拉蒂根易名為科士打，因這名稱同時有養母之意。
博士在劇中利用吊船進入阿迪普斯實業的辦公大樓後與當娜相遇，這幕本是〈史密斯與瓊斯〉的劇情，但後來被刪去。戴維斯對這幕被剪去耿耿於懷，一直希望找個機會把這一幕呈現觀眾面前。最終，他安排這幕在〈同謀〉一集中播出。至於當娜在看到博士後上演的默劇完全由塔特即興演出。另外，考慮到阿特菲爾德的離去，戴維斯打算把當娜喪父的劇情加入劇中，但後來被捨棄。當娜的性格和形象作出一些調整，她由毒舌婦變成一個令博士成長的人，而且變得更有情感和全面。塔特認為當娜與博士的關係較為平等，因她與泰勒和鐘斯不同——當娜不會愛上博士。
另有一些劇情在最後因避免播映超時而被刪去，其中包括節目開始時當娜踏出家門的一幕、科士打指責卡特經常報導阿迪普斯實業的負面消息、金寶與當娜的閒聊以及戴維把減見丸的證書給博士查看等等。

### 拍攝
〈同謀〉2007年10月4日開鏡，29日殺青，整集絕大部份的鏡頭均在卡迪夫取景。首個拍攝的鏡頭在滑鐵盧花園用以充當金寶的居所。隨後，劇組來到泰莫花的一棟住宅拍攝當作戴維的家。阿迪普斯實業的辦公大樓在多處取景，其議事廳拍攝於奧迪安戲院、科士打的辦公室在自治領拱廊攝取（Dominions Arcade）、大樓的樓梯和天台在赫爾蒙特大樓取景。辦公大樓的電話中心是在紐波特的圖片金融（Picture Finance）辦公室拍攝。為拍攝這幕，該公司的多名員工客串演出。同時，這幕是整集中最難拍攝的，蓋因田納特和塔特要避免看到對方。最終，這一幕共拍了30次。另一方面，基於安全，大部份在吊船的戲也不是由田納特演出，他唯一須參演的是在吊船裡被科士打發現的一幕，其餘的戲份均由替身負責。
為保密泰勒登場，這戲並不在〈同謀〉的劇本內，而是在〈向左轉〉中。因此，這幕是整集最後攝製的。《異世奇人雜誌》報稱為防劇情外漏，泰勒回歸這幕除了劃出〈同謀〉的劇本外，更選擇在凌晨取景，並向卡迪夫市政府申請封路。這集在拍攝過程中遇到一些阻礙，除了因阿特菲爾德的離開令數幕須重拍外，惡劣的天氣和在酒吧傳來的嘈音而令拍攝改期。

### 設計和效果
受某絨毛玩具啟發，戴維斯於這集捨棄龐大而可怕的怪物，取而代之的是一種「可愛」、「如兒童般友善」，外型如同豬油或品食樂吉祥物品食樂步兵似的外星生物。事實上，阿迪普斯人的名字正有脂肪組織之意。為繪製海量的阿迪普斯人，劇組找來了繪圖軟件MASSIVE的發明人史堤芬·瑞格斯指導製作。瑞格斯是《異世奇人》的劇迷，故樂意從紐西蘭來到英國協助製作，又對記者表示他一直希望利用這軟件繪畫戴立克和賽博人。

## 發行和反響
〈同謀〉2008年4月5日晚上6:20在BBC One首映，是新版《異世奇人》自開播以來最早播放的一次。對於節目被安排到較早時間播出感到擔心，又預計收看人數將會減少150萬。直至〈博士之女〉時，劇集才回復到7時播出。儘管這集在較早時間播映，當晚依有910萬人收看此集，收視率達41%，是這天的收視之冠。同時，節目的欣賞指數達88分，是當天英國所有節目中得分之最。
除了取得高收視外，〈同謀〉還取得好評。約翰·普雷斯頓在《每日電訊報》寫道﹕「昨晚的節目令我看得很高興，正如你也一樣」。同時，他還稱讚劇集以肥胖為主題，以及表揚劇中的特效。《舞台》的史葛·馬修曼指他對科士打的死令他「有些感動」並留下深刻印象。對於當娜，他認為博士終於找到一個能與他建立平等關係的人。《都市報》評論員基恩·沃森在5星為滿分下給這集4星，大讚阿迪普斯人令節目的質素提高不少。《星期日人民報》的祖·懷斯認為觀看這集是星期六晚上最好的娛樂，又察覺到當娜是不會愛上博士的。賓·羅森-鐘斯在《數碼間諜》指這集是出色的闔家歡節目。
雖然節目取得大量好評，一些評價家不太喜歡這集。《泰晤士報》的安德魯·比倫認為劇集不夠驚嚇，直言戴維斯忘記《異世奇人》就是要令兒童觀眾「躲在沙發後」的同時娛樂到成年人。不過，比倫欣賞塔特的演出。《星期日鏡報》的凱文·奧蘇利文批評這集一點也不可怕，並覺得田納特和塔特的演出流於誇張。

## 資料來源
1. ↑  Cavan, Scott; Mark, Wright.  1st. BBC Books. 2013-06-11: 50-51. ISBN 978-1849906197.
2. 1 2 3 4 5  Burk, Graeme; Smith?, Robert.  1st. ECW Press. 2012-03-06: 196. ISBN 1-55022-984-2.
3. 1 2 3  . BBC. 2007-07-03  [2007-07-03]. （原始内容存档于2008-02-18）.
4. ↑  Doctor Who Magazine. Aug 2007, (385): 4–5.
5. ↑  Cooper, Lorna. . MSN UK Entertainment (United Kingdom: MSN).   [2008-04-07]. （原始内容存档于2008-04-09）.
6. 1 2 3 4 5 6 7 8 9 10 11 12 13 14 15  Pixley, Andrew. . Doctor Who Magazine (Panini Comics). 2008-08-14,. The Doctor Who Companion: Series Four (Special Edition 20).
7. 1 2 3 4 5 6 7 8 9 10 11 12 13 14 15  . Doctor Who: A Brief History Of Time (Travel). 2014-07-06  [2015-10-11]. （原始内容存档于2014-03-04）.
8. 1 2 3  . . 第4季. 第1集. 2008-04-05. BBC. BBC Three.
9. ↑  . Doctor Who microsite. BBC. 2008-04-05  [2008-04-09]. （原始内容存档于2020-11-16）.
10. ↑  Davies, Russell T; Marcus. . Ariel, The Doctor Who News Page. 2008-03-25  [2011-07-09]. （原始内容存档于2019-07-25）.
11. ↑  Hilton, Matt. . The Doctor Who News Page. 2008-04-02  [2011-07-09]. （原始内容存档于2019-07-29）.
12. ↑  . Doctor Who Magazine. September 2007, (399): 11.
13. ↑  Marcus. . The Doctor Who News Page. 2008-04-07  [2011-07-09]. （原始内容存档于2019-07-27）.
14. ↑  Preston, John. . The Daily Telegraph. 2008-04-06  [2008-04-07]. （原始内容存档于2008-04-10）.
15. ↑  Matthewman, Scott. . TV Today. The Stage. 2008-04-06  [2008-04-07]. （原始内容存档于2008-04-08）.
16. ↑  Watson, Keith. . Metro, MetroLife (Associated Newspapers Ltd). 2008-04-07: 28  [2008-04-07]. （原始内容存档于2008-06-11）.
17. ↑  Wise, Jon. . The People. 2008-04-06  [2008-04-07]. （原始内容存档于2008-12-06）.
18. ↑  Rawson-Jones, Ben. . Cult: Doctor Who. Digital Spy. April 2008  [2008-04-07]. （原始内容存档于2009-07-14）.
19. ↑  Billen, Andrew. . The Times. 2008-04-07  [2008-04-07]. （原始内容存档于2011-05-17）.
20. ↑  O'Sullivan, Kevin. . Sunday Mirror. 2008-04-06  [2008-04-07].

## 外部連結
- "Partners in Crime" 在 BBC《異世奇人》的主頁
- "Partners in Crime" 在 異世奇人: 時間（旅行）簡史
- "Partners in Crime" 在 異世奇人參考導覽
- 互联网电影数据库上同謀的资料（英文）